# Congochromis pugnatus
Congochromis pugnatus és una espècie de peix de la família dels cíclids i de l'ordre dels perciformes.

## Morfologia
- Els mascles poden assolir 5,2 cm de longitud total.
- Nombre de vèrtebres: 26-27.[1]

## Hàbitat
Viu en zones de clima tropical.

## Distribució geogràfica
Es troba al curs superior del riu Congo a la República Democràtica del Congo.